# Курицын, Василий Иванович
Василий Иванович Курицын (20 января 1892, деревня Липняя Нижегородская губерния, теперь Российская Федерация — расстрелян 5 ноября 1937, Москва) — советский хозяйственный деятель, директор Луганского паровозостроительного завода имени Октябрьской Революции. Кандидат в члены ЦК ВКП(б) в июле 1930 — июне 1937 г. Член ЦК КП(б)У в январе 1934 — мае 1937 г.

## Биография
Участник Первой мировой войны. До 1918 года служил в российской армии.
Член РСДРП(б) с апреля 1917 года.
В январе — августе 1918 года — член заводского комитета, председатель Совета судоверфи в городе Муроме Владимирской губернии. С августа 1918 года — директор Муромской судоверфи.
В январе — августе 1920 года — член коллегии управления Приокского горного округа Нижегородской губернии. В августе 1920—1921 года — председатель коллегии управления Приокского горного округа. В 1921 — ноябрь 1922 года — директор заводов Приокского горного округа.
В 1922 — январе 1927 года — директор завода «Красное Сормово» Нижегородской губернии.
В 1927—1930 годах — председатель правления Государственного объединения машиностроительных заводов Высшего совета народного хозяйства (ВСНХ) СССР. В 1930—1932 годах — на ответственной хозяйственной работе.
C 13 июля 1930 по 25 июня 1937 кандидат в члены ЦК ВКП(б)
В 1932—1933 годах — директор Сормовского паровозостроительного завода Нижегородского края.
В 1933—1935 годах — директор Луганского (Ворошиловградского) паровозостроительного завода имени Октябрьской Революции Донецкой области.
26 января—10 февраля 1934 года делегат XVII съезда ВКП(б) с совещательным голосом.
В 1935—1936 годах — начальник Центрального управления паровозного хозяйства Народного комиссариата путей сообщения СССР. В 1936—1937 годах — управляющий треста паровозоремонтных заводов Народного комиссариата путей сообщения СССР.
В 1937 году — управляющий треста коммунального оборудования Народного комиссариата местной промышленности РСФСР.
16 августа 1937 года арестован органами НКВД. 5 ноября 1937 года приговорён к расстрелу, расстрелян и похоронен на Донском кладбище Москвы. Посмертно реабилитирован 19 мая 1956 года.

## Награды
- орден Трудового Красного Знамени (4.04.1936)